# 湯浅修一
湯浅 修一（ゆあさ しゅういち、1929年 -? ）は、日本の医学者・精神科医。群馬県生まれ。専門は精神病理学。医学博士（群馬大学・1963年）。分裂病（現・統合失調症）の予後研究で知られる。江熊要一、臺弘、中沢正夫らとともに生活臨床グループの創成期メンバー。

## 略歴
1929年群馬県生まれ。旧制松本高等学校理科を経て、1953年前橋医科大学（現・群馬大学）卒業。1963年医学博士（群馬大学）。赤城病院院長、群馬大学医学部講師、岸病院神経科医長、東京都精神医学総合研究所副参事研究員、東京大学医学部講師などを経て、榛名病院常勤顧問 。

## 学会
- 日本精神病理学会

## 著書

### 単著
- 『精神分裂病の臨床―通院治療を中心に』医学書院、1978年8月。

### 共著

#### 編著
- 臺弘との共編『続・分裂病の生活臨床』創造印刷、1987年11月。ISBN 9784881582176。
- 湯浅修一（編）『分裂病の精神病理7』東京大学出版会、1978年。ISBN 9784130610339。
- 湯浅修一（編）『分裂病の精神病理と治療2』星和書店、1989年。ISBN 9784791101900。

#### 寄稿
- 分裂病の精神病理1（土居健郎 編）
- 分裂病の精神病理4（荻野恒一 編）
- 分裂病の精神病理5（笠原嘉 編）
- 分裂病の精神病理6（安永浩 編）

## 関連人物
- 臺弘
- 土居健郎
- 江熊要一
- 中井久夫　-　著書『病者と社会』（岩崎学術出版社）のなかの「精神病水準の患者治療の際にこうむること」で、湯浅との談話に言及。